# Тит Гений Север (консул-суффект 170 года)
Тит Ге́ний Севе́р (лат. Titus Hoenius Severus; умер после 170 года) — римский государственный и политический деятель, консул-суффект 170 года.

## Биография
Север происходил из италийского региона Умбрия, вероятно, из города Капище Фортуны (лат. Fanum Fortunae), где в местных надписях часто встречается номен «Гений». Его отцом был ординарный консул 141 года, носивший такое же имя.
В 170 году Север-младший занимал должность консула-суффекта. Кроме того, известно, что он входил в состав жреческой коллегии палатинских салиев.